# Cabra del Santo Cristo
Cabra del Santo Cristo è un comune spagnolo di 2 244 abitanti situato nella comunità autonoma dell'Andalusia.